# Leia biumbaensis
Leia biumbaensis är en tvåvingeart som beskrevs av Tollet 1956. Leia biumbaensis ingår i släktet Leia och familjen svampmyggor.
Artens utbredningsområde är Rwanda. Inga underarter finns listade i Catalogue of Life.